# Parè (Conegliano)
Parè è una località del comune di Conegliano, in provincia di Treviso. Si sviluppa a sud-ovest del capoluogo comunale, distando circa 3 km dal centro.

## Storia
La località viene citata almeno dal 1124. Allora vi si trovava una chiesetta dedicata a San Lorenzo, dapprima dipendente dal monastero di Santa Maria del Piave e, dal 1490, dal monastero di Santa Maria degli Angeli di Murano. Dal 1770 Parè è parte della parrocchia di Collalbrigo e vi rimarrà sino al 1955, quando ottenne l'autonomia ecclesiastica.

## Monumenti e luoghi d'interesse

### Chiesa parrocchiale
La parrocchia locale, intitolata alla Beata Maria Vergine di Fátima, fu costituita nel 1955 scorporando parte del territorio della parrocchia di Collalbrigo. La chiesa è pure un edificio recente, progettata dall'architetto Rino Polese, terminata nel 1967 e consacrata nel 2005.

### Villa Olivoti

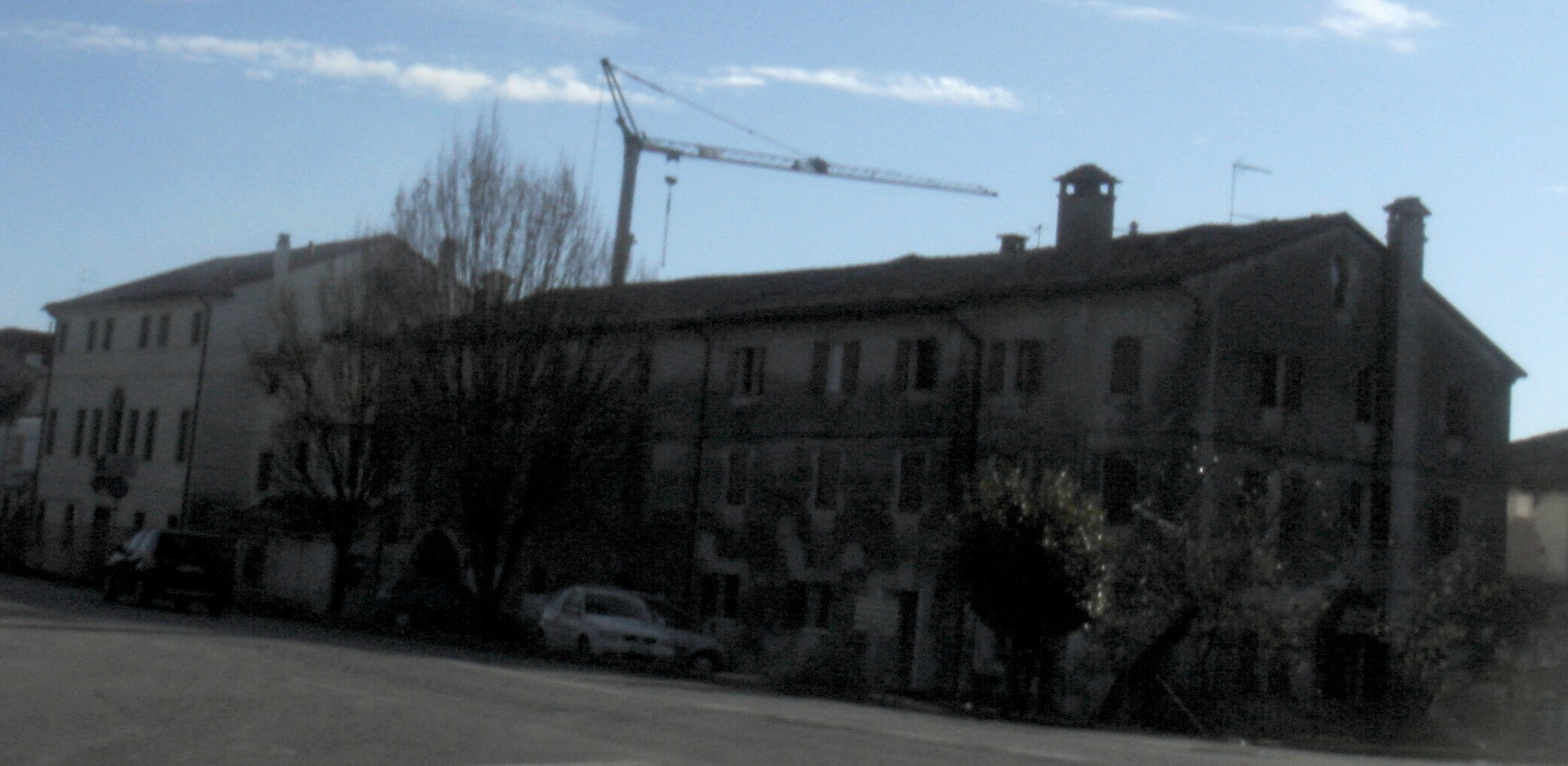
Il complesso di Villa Olivoti

Villa Olivoti è una struttura settecentesca, attualmente restaurata, situata nel centro di Parè. Il complesso si sviluppa in lunghezza, lungo la strada provinciale; le sue forme sono legate al mondo della nobiltà rurale, in un contesto oggi fortemente urbanizzato.
L'edificio padronale, su tre livelli, è degno di nota per le due facciate, con al centro una monofora a tutto sesto balaustrata al piano nobile, mentre le altre aperture sono tutte rettangolari e prive di ornamenti.

### Villa Carobolante
Una villa veneta cinquecentesca è inserita tra gli edifici di via Ortigara: si tratta di Villa Carabolante, la cui facciata presenta centralmente, al piano nobile, una trifora a tutto sesto e, nel sottotetto, un interessante cornicione dentellato.

### Villa Gera

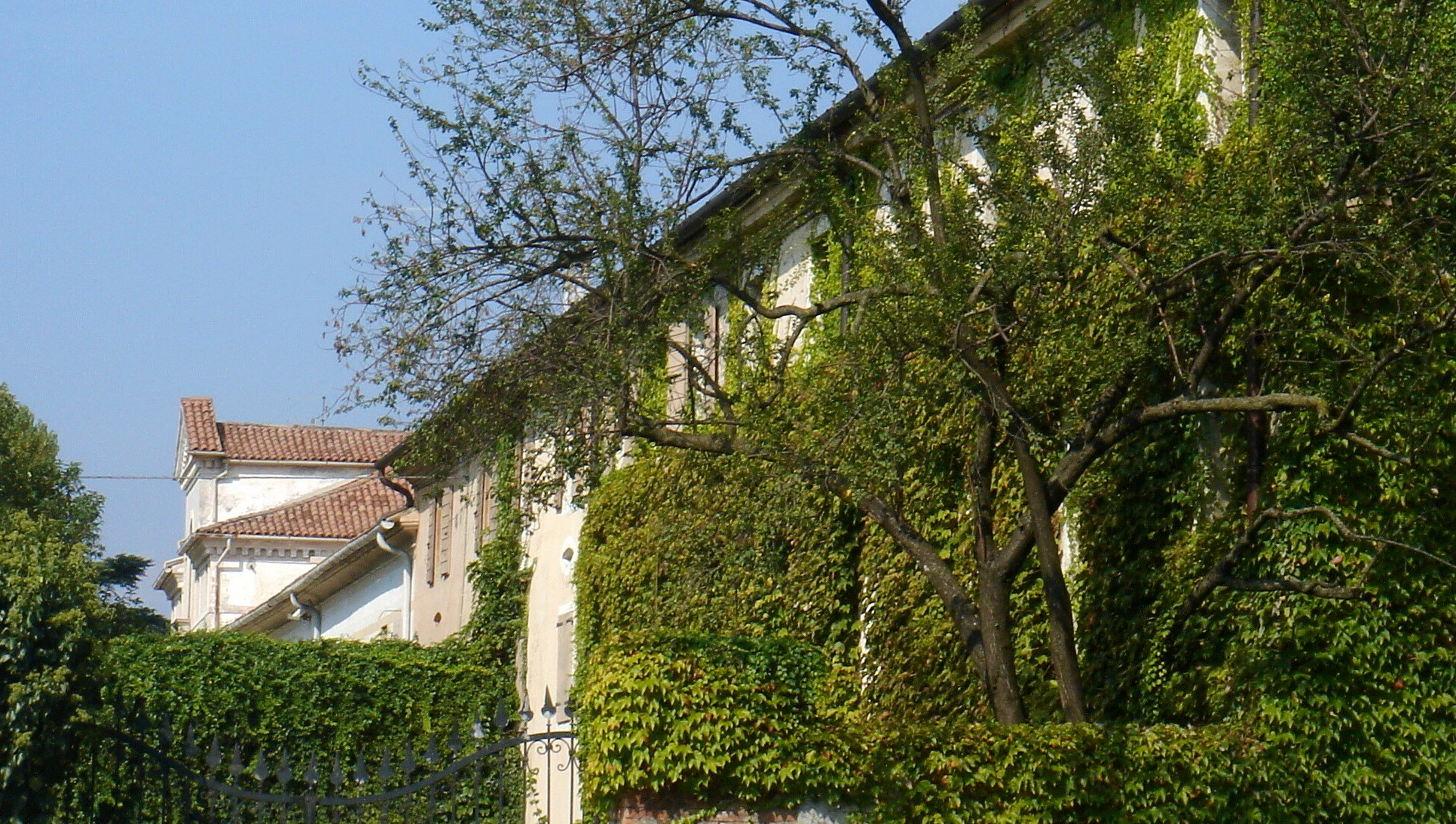
Villa Gera

Vicino alla vasta zona industriale di Campidui, a sud della SS 13 Pontebbana, a Parè è presente una villa veneta del XVIII secolo, denominata Villa Gera, come la più famosa Villa Gera sul Colle di Giano.
Si tratta di un complesso tipicamente settecentesco, con l'edificio padronale rialzato centralmente e terminato da un timpano e le barchesse aperte da archi a tutto sesto.
Nel giardino sono presenti sculture e una peschiera.

### Ca' Maresio
Villa veneta del XVII secolo, tra gli edifici più antichi di Parè.
Fu dimora di campagna della nobile famiglia Maresio e Biadene di Collalbrigo. 
Il conte Antonio Maresio e la sua sposa la nobile Marianna Biadene si insiedio li con i loro sette figli nel 1800, prima come casa di campagna,  poi come dimora Ca' Maresio è ubicata nell'area collinare, in via Marsiglion, sulla strada di Collalbrigo.

### Ponte romano
A sud dell'abitato si trova anche un ponte detto "romano" (in realtà di epoca più recente) che scavalca il torrente Crevada.